# Valdis Story: Abyssal City
Valdis Story: Abissais Cidade é um  jogo de plataforma de ação-aventura de 2013 desenvolvido pelo estúdio indie Endless Fluff. Foi financiado por uma campanha no  Kickstarter que foi celebrada em 27 de abril de 2012, com US$ 49.574 arrecadados, mais de seis vezes o seu objetivo de US$ 8.000.

## Enredo
Durante uma viagem pelo mar, para procurar seu pai desaparecido, Wyatt é sugado para dentro de uma cidade submersa onde anjos e demônios lutam pela sua supremacia. Wyatt se propõe a encontrar a tripulação de seu navio, de quem ele foi separado.
Há mais de 40 anos, a deusa Valdis foi morta por sua filha, a deusa escura Myrgato. Desde este evento, Myrgato esteve em guerra com sua irmã gêmea, Alagath, a deusa da luz. Esta guerra perpétua é alimentada por almas humanas que os deuses usam para criar seus guerreiros; Myrgato torcendo almas para demônios e Alagath manipulando almas para criar anjos. Cada dia, a população humana restante diminui à medida que são forçados a escolher um lado ou morrer.

## Jogabilidade
Valdis Story é um side-scroller em que o jogador controla Wyatt e ele tem de correr, saltar, desviar de obstáculos e use sua espada e magia para derrotar os inimigos. O jogador também pode usar Reina e desbloquear o Vladyn e a Gilda que possuem estilos de combates distintos. A cidade submersa é constituída por várias zonas, entre os quais ele o jogador pode mover-se livremente. O jogador irá adquirir vários itens ao longo de sua jornada, e alguns deles vão conceder novas habilidades; por exemplo, eles serão capazes de criar plataformas de gelo, que irá permitir-lhes o acesso a áreas que anteriormente eram inacessíveis. O jogo contém muitos elementos de RPG; Ao cair, os inimigos irão soltar itens e o jogador ganhará experiência de combate. Ao subir de nível, o jogador será capaz de adquirir novas habilidades de combate do jogo árvore de habilidade.

## Heróis jogáveis
- Wyatt Goibniu

Wyatt é um guerreiro errante em busca de seu pai desaparecido. Durante a maior parte de sua infância, ele foi criado no exército sombrio de Myrgato e treinou como espadachim com o seu pai, o General Cadeyrn. Depois que Cadeyrn se recusou a entregar sua alma completamente à deusa do escuro, uma ordem de execução foi enviada para ambos. Wyatt foi separado de Cadeyrn durante sua fuga e o procurava desde então.
- Reina Gaius

Como um órfão criado em um mosteiro de Alagathian, Reina mostrou um grande potencial para a manipulação da alma. Normalmente, o mosteiro apenas treinava os machos para se tornar Zealots (Zelotes) e Priests (Sacerdotes), mas uma exceção foi feita. Eles começaram a preparar Reina para ser o próximo Golden Child (Filho Dourado). Centenas de almas humanas estavam preparadas para serem manipuladas em Reina, mas antes desse dia ela veio conhecer Wyatt e eles estiveram juntos desde então.
- Vladyn, the 100 Demon Arm (Os 100 braços demoníacos)*

O braço esquerdo de Vladyn é o resultado de experiências angélicas para aprisionar poderosas almas demoníacas. As almas encarceradas são incapazes de retornar a Myrgato depois que seus corpos são destruídos. Ouvir as vozes dos demônios presos dentro de seus corpos geralmente os levavam a assuntos de loucos, mas Vladyn os ouviu. Quanto mais ele ouvia, mais ele sentia que havia uma verdade escondida de ambos os lados da guerra. Vladyn escapou para encontrar esta verdade para si mesmo.
- Gilda Ira*

A família de Gilda já ocupava um lugar alto nas fileiras do exército demoníaco. Seu nome de família foi arruinado quando seu avô alegadamente fugiu de uma batalha. Ela estava muito perto de seu avô. Mesmo quando outros membros da família se distanciaram dele, ela permaneceu ao seu lado até o dia em que ele foi executado. Na manhã de sua morte, ele lhe disse para procurar o exilado General Cadeyrn, porque sabia a verdade por trás dos acontecimentos que se desenrolavam no campo de batalha.
*Inicialmente bloqueados.

## Recepção
Valdis Story recebeu críticas positivas, e atualmente ocupa o 83/100 no Metacritic. Andrew Barker de RPGFan deu 93%, dizendo que ele "teve um tempo maravilhoso jogar Valdis Story. E outra vez ele superou as minhas expectativas, e é um privilégio que eu era capaz de jogar e revisão." Destructoid deu ao jogo a nota 9/10, concluindo que é "simultaneamente com êxito como uma ação de plataformas e um Metroidvania com elementos de RPG, e é um jogo obrigatório para os fãs do gênero." GamingTrend o gol 8/10, criticando o jogo do esquema de controle; ele disse que a "[j]umping tem uma desconfortável float", e foi particularmente crítico a necessidade de fazer um "movimento estilo 'hadouken'  para executar um dash. [...]" No entanto, ainda recomendou Valdis Story, dizendo: "Valdis Story faz você valer o seu progresso e isso torna o sucesso ainda mais satisfatório ".